# Seznam lidí upálených jako kacíři
Seznam upálených je seznam zatvrzelých nebo znovu upadlých heterodoxních, které církev, především katolická, nechala upálit. Je seřazen chronologicky, podle data popravy. Na hispánském poloostrově auto-da-fé probíhala v letech 1481–1826, v Mexiku v letech 1528–1850.
- Dvanáct kanovníků orléanské kapituly († 1022) - označeni králem Robertem II. za kacíře a upáleni bez souhlasu církevních úřadů.
- Basil Lékař († 1118) – mnich a lékař, vůdce bogomilů v Konstantinopoli; v roce 1115 ho císař Alexios I. Komnenos uvěznil, a protože se nezřekl svých bludů, byl upálen.[1]
- Arnold z Brescie († 1155) – italský augustiniánský mnich, vůdce protipapežského povstání v Římě
- Heinrich Minnike († 1227) – probošt z Goslaru odsouzený pro kacířství a čarodějnictví inkvizitorem Konrádem z Marburku
- 225 albigenských obránců hradu Montségur († 1244). [2]
- Gerard Segarelli († 1300) – mladý řemeslník ze vsi Alzana u Parmy, zakladatel hnutí tzv. apoštolských bratří, které vzniklo koncem 13. století v severní Itálii pod vlivem učení Jáchyma z Fiore. Kázal život v apoštolské prostotě, chudobě a blízký příchod království Božího. V roce 1300 byl jako kacíř v Parmě upálen.[3][4]
- Manfréda z Pirovana († 1300) – vůdkyně heterodoxního křesťanského hnutí vilemínitů
- Ondřej Saramita (Andrea Saramita, † 1300) – milánský měšťan, představitel křesťanského hnutí vilemínitů. Byl upálen jako kacíř.[5]
- Fra Dolcino († 1307) – piemontský náboženský a sociální rebel, vůdce protifeudálního povstání.[6]
- Marguerite Porete († 1310) – francouzská mystička, autorka Zrcadla čistých duší.
- Jacques de Molay (1243–1314) – velmistr templářů upálen spolu se svými muži
- Guillaume Bélibaste († 1321) – poslední známý vůdce katarů z Languedocu, roku 1321 byl zajat inkvizicí a upálen ve vesnici Villerouge-Termenès
- Cecco d'Ascoli (1269–1327) - italský lékař, alchymista, matematik a astronom, profesor Boloňské univerzity, odkud byl vypovězen kvůli obvinění z hereze. Poté působil ve Florencii, kde se dostal do rukou inkvizice. K jeho odsouzení a upálení vedly nejen Ceccovy nábožensko-filozofické názory, ale i podpora mocenských nároků římského krále Ludvíka IV- Bavora.
- Jan Hus (1371–1415) – český teolog a církevní reformátor odsouzený Kostnickým koncilem.
- Jeroným Pražský (1365–1416) – český filosof a církevní reformátor odsouzený Kostnickým koncilem.
- John Oldcastle († 1417) – anglický šlechtic, vůdce lollardů. Dne 14. prosince 1417 byl odsouzen jako zrádce a nenapravitelný kacíř k smrti upálením. Ještě téhož dne byl popraven, není však jisté, zda byl upálen zaživa. Patrně byl napřed oběšen a pak bylo jeho tělo spáleno.[7][8]
- Mikuláš z Drážďan († 1417) – německý teolog, jenž působil též v Praze[9]
- Jan Nákvasa († listopad 1419) – původně dominikánský mnich, pak husitský kněz. Dostal se do rukou německých katolíků a ti ho jako kacíře v Bavorsku upálili.[10][11]
- dva břevnovští benediktýni (6. června 1420) – upáleni tábority, poněvadž nechtěli souhlasit s přijímáním z kalicha[12]
- Václav (farář) († 7. 7.1420) – farář v Arnoštovicích byl z podnětu rakouského vévody Albrechta upálen pro podávání eucharistie pod obojí způsobou. Spolu s ním byl upálen jeho vikář a několik husitů: tři staří sedláci a čtyři děti ve věku od sedmi do jedenácti let.[13]
- Vojtěch z Donína († 28. 7.1420) – farář v Chelčicích byl pro podávání eucharistie pod obojí způsobou spolu s dalším knězem uvězněn a vyšetřován v Českých Budějovicích; nakonec byli oba jako kacíři za městem upáleni.[14]
- Petr z Drážďan († po roce 1420) – německý reformační teolog, jenž působil též v Praze[15]
- Petr Hromádka († únor 1421) – upálen spolu se dvěma kněžími táborskými v Chrudimi[16]
- Petr Kániš (duben 1421) – upálen s více než 40 stoupenci
- Štěpán Jaroměřský (16. 5. 1421) – dne 15. května 1421 se Jaroměř poddala husitskému vojsku. Následujícího dne (16. 5.) bylo upáleno jedenadvacet kněží, kteří nechtěli souhlasit se čtyřmi artikuly.[17] Dle tvrzení Ludolfa Zaháňského probošt Štěpán prý obdržel milost, ale odmítl ji, neboť chtěl trpět s ostatními.[18]
- Martin Húska (srpen 1421) – radikální táborský kněz, hlasatel pikartských a chiliastických názorů, upálen v Roudnici nad Labem.[19]
- Johann von Drändorf (také Draendorf, † 17.2.1425) – urozený Sas, jenž v letech 1411–1421 pobýval v českých zemích a od roku 1417 působil jako kněz v jižních Čechách. Po návratu do Německa byl jako hlasatel myšlenek Viklefa a valdenských pronásledován inkvizicí a 17. února 1425 v Heidelbergu upálen.[20][21]
- Peter Turnow (také Turnov či Turnau, † 11.6.1425) – syn bohatého pruského měšťana. Studoval v Praze a v Boloni, kde získal titul bakaláře. Ve Špýru se stal lektorem katedrální školy. Za propagaci husitských názorů byl upálen v Udenheimu dne 11. června 1425.[22]
- Sv. Johanka z Arku (1412–1431)
- Pavel Kravař († 1433) – lékař, husitský emisar, upálen ve Skotsku jako kacíř 23. července 1433
- táborité a sirotci zajatí v bitvě u Lipan (1434)
- Hans Böhm (1458–1476) – německý lidový kazatel a náboženský blouznivec[23]
- Girolamo Savonarola (1452–1498) - florentský dominikán, náboženský reformátor a rebel
- Jean Vallière († 8.8.1523) – francouzský řeholník z řádu augustiniánů, později stoupenec Martina Luthera. Byl odsouzen k smrti jako kacíř a upálen. Je považován za první oběť pronásledování protestantů (hugenotů) ve Francii.[24]
- Michael Sattler († 20.5.1527) – původně benediktinský mnich, později jeden z prvních vůdců novokřtěneckého hnutí. Upálen jako kacíř v květnu 1527.[25]
- Balthasar Hubmaier (1485–1528) – doktor teologie, anabaptista – moravský habán
- Wolfgang Brandhuber, Hans Mittermeier [uváděn i jako Mittermaier či Niedermaier] († 1529) – spolu s dalšími několika desítkami novokřtěnců byli v roce 1529 jako kacíři odsouzeni k smrti v Linci. Někteří odsouzenci byli upáleni, jiní byli sťati. Prameny neumožňují určit, jakého způsobu popravy bylo užito u jednotlivých členů skupiny.[26]
- Michael Kürschner († 2.6.1529) – novokřtěnec, upálen jako kacíř 2. června 1529.[27][28]
- George Blaurock (1491–1529) – švýcarský novokřtěnec, původně katolický kněz. Upálen jako kacíř 6. září 1529.[29][30]
- Hans Langegger († 6.9.1529) – novokřtěnec, upálen jako kacíř 6. září 1529.[31][32]
- Solomon Molcho (1500–1532) – Žid, marrano a odpadlík od křesťanství; byl odsouzen k smrti a upálen.[33]
- William Tyndale (1490–1536) – popraven za překlad Bible do angličtiny snahou Jindřicha VIII. a anglikánské církve
- Jakob Hutter († 1536) – anabaptista – moravský habán
- John Forest († 22.5.1538) – františkánský kazatel, odpůrce církevní politiky Jindřicha VIII.[34]
- Paulus van Drunen († 9.9.1538) – novokřtěnec, jenž byl spolu s třemi svými souvěrci upálen jako kacíř dne 9. září 1538[35]
- Carlos Ometochtzin († listopad 1539) – mexický šlechtic a učenec, bratr posledního vládce města Texcoco, pokoušel se najít kompromis mezi přijetím křesťanství a předkolumbovským náboženstvím svého lidu. Byl upálen na příkaz prvního mexického biskupa Juana de Zumárragy a stal se první obětí španělské inkvizice v Novém světě.
- Francisco de San Roman († asi 1544) – španělský protestant[36]
- Anne Askewová (1521–1546) - anglická šlechtična, básnířka a radikální protestantská kazatelka, odsouzená v důsledku politických intrik na dvoře Jindřicha VIII.
- George Wishart (1513–1546) – skotský náboženský reformátor, protestant, upálen jako kacíř 1. března 1546[37]
- Étienne Dolet (1509–1546) – francouzský humanista, obviněn z ateismu, upálen jako kacíř 3. srpna 1546 v Paříži[38]
- Joan Bocher (také Boucher, † 2.5.1550) – anglická anabaptistka, která byla upálena jako kacířka 2. května 1550.[39]
- Michael Servetus (1511–1553) – lékař, teolog upálený jako unitář ženevskými kalvinisty
- Cornelio da Montalcino († 1554) - italský františkánský mnich židovského původu, oběť justiční vraždy.
- Hugh Latimer (1485–16.10.1555) – protestantský teolog upálený za vlády Marie Krvavé[40]
- Nicholas Ridley (1500–16.10.1555) – protestantský teolog upálený za vlády Marie Krvavé[41]
- Thomas Cranmer (1489–1556) – anglikánský arcibiskup z Canterbury upálený za vlády Marie Krvavé
- Antonio Herrezuelo (1513–1559) – španělský právník, který konvertoval k luteránství. Byl upálen Španělskou inkvizicí spolu s knězem Augustínem de Cazalla a dalšími třinácti muži.
- Pietro Carnesecchi (1508–1567) – italský aristokrat, humanista a papežský sekretář, jenž sympatizoval s protestantskými myšlenkami. Věznila ho inkvizice; jako kacíř byl dne 1. října 1567 veřejně sťat a jeho tělo bylo spáleno.[42]
- Aonio Paelario († 1570) - italský humanista a básník, od roku 1555 profesor řecké a latinské literatury v Miláně. Protože sympatizoval s protestantskými myšlenkami a popíral existenci očistce, byl od roku 1667 vězněn inkvizicí, odsouzen jako kacíř a v červnu 1670 v Římě upálen.
- Leonor de Cisneros (1536–1568) – španělská šlechtična, která konvertovala k luteránství.
- Giordano Bruno (1548–1600) – italský dominikánský mnich a filozof. Pro obvinění z kacířství ho věznila inkvizice, dne 17. února 1600 byl upálen zaživa.
- Fulgenzio Manfredi († 1610) – italský (benátský) minorita a kazatel, za to, že veřejně odsoudil papežský interdikt nad Benátskou republikou roku 1606, byl zatčen inkvizicí a 5. července 1610 upálen zaživa na témže místě jako o deset let dříve Giordano Bruno.
- Giulio Cesare Vanini (1585–1619) – italský humanista a filosof, působící ve Francii, byl stoupencem panteismu, 9. února 1619 byl v Toulouse upálen pro bezbožnost[43]
- Nicolas Antoine († 20.4.1632) – francouzský protestantský pastor, upálený ženevskými kalvinisty.[44]*
- Manuel Bautista Pérez (1589–1639) - portugalsko-španělský obchodník a bankéř židovského původu, který zbohatl na transatlantickém obchodu s otroky. Usadil se v Limě, kde byl roku 1635 pro podezření z tajného praktikování judaismu zatčen inkvizicí a o čtyři roky později při velkém autodafé upálen společně s lékařem Franciscem Maldonadem da Silva a dalšími deseti muži židovského původu, dalších 51 odsouzených bylo při tomto autodafé potrestáno bičováním, uvězněním nebo vypovězením.
- Isaac de Castro Tartas (1623–1647) - mladík z katolické rodiny židovského původu žijící v Amsterdamu, roku 1641 se usadil v Brazílii, kvůli židovskému původu byl pronásledován portugalskou inkvizicí a 15. prosince 1647 v Lisabonu upálen. Na popravišti se přihlásil k judaismu a zemřel jako židovský mučedník.
- Diego La Matina, (1622–1658) - sicilský řeholník, pronásledovaný inkvizicí pro podezření z kacířství. V roce 1657 při výslechu zabil inkvizitora Juana Lópeze Cisnerose, za což byl 17. března 1658 v Palermu upálen.
- Protopop Avvakum (1620–1682) – pravoslavný kněz, vůdce starověrců, po mnohaletém vyhnanství na Sibiři a věznění v pevnosti Pustozersk byl upálen.
- Kryštof Alois Lautner (1622–1685) – šumperský děkan obviněný z čarodějnictví
- Quirinus Kuhlmann (1651–1689) – slezský barokní básník, luteránský mystik, odsouzený pravoslavnou církví během svého pobytu v Rusku[45]
- Beatriz Kimpa Vita (1684–1706) – vůdkyně povstání proti Portugalcům v Kongu. Stala se iniciátorkou nového křesťanského hnutí a hlásala, že Ježíš Kristus se narodil v Kongu. Byla upálena jako kacířka na příkaz kapucínských mnichů.[46]
- Maria Barbara Carillo (1625–1721) – upálena v Madridu z podnětu inkvizice za kacířství a za tajné praktikování židovského náboženství.[47]
- Gertrude Maria Cordovana († 6.4.1724) – sicilská jeptiška a mystička, která prohlašovala, že prožila sexuální styk s Ježíšem Kristem, byla vězněna inkvizicí skoro 25 let a nakonec upálena.
- Ana de Castro († 23.12.1736) – španělská židovská konvertitka, která se vystěhovala do Peru, oběť justiční vraždy.[48]
- António José da Silva (1705–1739) – Žid, marrano, spisovatel komedií. Pro kacířství byl vězněn inkvizicí a po dvou letech odsouzen k smrti. Upálen byl 18. října 1739, jeho manželka nedlouho po něm.
- Alexandr Arťemjevič Voznicyn (1701–1738) – ruský šlechtic a námořní kapitán, který roku 1736 konvertoval k judaismu. Byl odsouzen k smrti společně s rabínem Borochem Lejbovem, který ho ke konverzi přiměl. Oba byli upáleni před budovou Admirality v Sankt Petěrburgu na přímý rozkaz carevny Anny Ivanovny.
- Kisjakbika Bayryasova (1676–1739) – baškirská žena, která konvertovala ke křesťanství, ale dál praktikovala muslimské rituály. Byla zajata kozáky a upálena v Jekatěrinburgu. Poslední osoba upálená za kacířství pravoslavnou církví.
- Jan Pita († 18. 12. 1748), krejčí z Chudenic, vůdce kacířské sekty „Izraelitů", byl odsouzen k smrti upálením. Poprava se konala dne 18. prosince 1748; po vyvedení z vězení odsouzence zašili  do hovězí kůže a byl smýkán koněm až na popravní místo. Tam mu vytrhli jazyk, načež byl vložen na hranici a upálen.[49] Popraveno bylo i několik dalších členů sekty.[50]
- Mendl Götzl († 7. 3. 1750) – rabín z Nového Bydžova (někdy uváděn i jako Mendel)[49], byl jako jeden z představitelů kacířské sekty „Izraelitů" odsouzen k smrti a 7. března 1750 byl v Praze, jako poslední odsouzenec v Českých zemích, zaživa upálen.[51]
- Gabriel Malgrida (1689–1761) - italský jezuitský misionář působící v Portugalsku, stal se obětí politické hry portugalského prvního ministra Sebastiána, markýze de Pombal, který roku 1758 využil údajný atentát na portugalského krále jako záminku likvidaci svých soupeřů z řad portugalské šlechty i jezuitského řádu, během následujících represí, na nichž se podílel markýzův bratr zastávající úřad velkého inkvizitora, bylo v letech 1759-1761 upáleno více než 10 jezuitů, z nichž nejvýznamnějším byl právě Malgrida.
- François-Jean de la Barre (1745–1766) – francouzský šlechtic, volnomyšlenkář, odsouzený za rouhání k trestu smrti upálením. Dne 1. července 1766 byl sťat a jeho tělo bylo spáleno i s výtiskem Voltairova Filozofického slovníku, jenž byl u odsouzence nalezen.[52][53]
- María de los Dolores López († 24.8.1781) – španělská mystička, nevidomá žena ze Sevilly, která prožila zjevení Panny Marie, jedna z posledních obětí upálených Španělskou inkvizicí[54]
- Cayetano Ripoll (1778–1826) – učitel z Valencie, který hlásal deismus. Poslední člověk odsouzený k smrti Španělskou inkvizicí. Byl oběšen a jeho tělo potom spáleno na hranici.[55]